# Чентурипе
Ченту́рипе (итал. Centuripe, сиц. Centorbi) — коммуна в Италии, в регионе Сицилия, подчиняется административному центру Энна. До 1863 г. коммуна называлась Ченторби.
Население составляет 5775 человек (на 2004 г.), плотность населения — 34 чел./км². Занимает площадь 173,18 км². Почтовый индекс — 94010. Телефонный код — 0935.
Покровителем населённого пункта считаются святые Розалия (праздник 4 сентября) и Проспер из Чентурипе (праздник 19 сентября).